# Koito Czech
KOITO CZECH s.r.o.  je žatecká strojírenská výrobní společnost, pobočka japonské společnosti Koito Manufacturing Co. Ltd. Společnost vznikla 12. března 2001 a v letech 2018 až 2020 významně rozšířila závod. Před rozšířením zaměstnávala asi 850 lidí, po něm bylo v plánu až 1400 zaměstnanců. Společnost vyrábí především přední, ale i zadní světlomety do automobilů světových značek, jako je Toyota, Nissan, Suzuki, Land Rover, Renault, Daimler, Bentley, Volvo, Porsche nebo Audi.